# Rumnapló (film)
A Rumnapló (eredeti cím: The Rum Diary)  2011-ben bemutatott filmdráma.
A film Hunter S. Thompson azonos című regénye alapján készült. Rendező Bruce Robinson, a főszerepet Johnny Depp alakítja.
A filmet Puerto Ricóban 2009 márciusában kezdték el forgatni, és 2011. október 28-án került a mozikba. Robinsonnak 1992 óta ez az első rendezése.

## Cselekménye
Paul Kemp (Johnny Depp) állandóan úton lévő újságíró, aki egy idő után beleun a Eisenhower idejében New Yorkban uralkodó állapotokba, és Puerto Ricóba utazik, ahol a helyi The San Juan Star című amerikai újságnak kezd el írni. Kemp rászokik a rumra, és mindig egy Chenault nevű nőn (Amber Heard) jár az esze, aki azonban egy Sanderson nevű amerikai üzletember (Aaron Eckhart) barátnője.
Kempet tehetős üzletemberek keresik meg, akik ingatlanbizniszbe akarnak kezdeni. A közvetítő Sanderson, aki óvadék fejében kihozza Kempet a börtönből, ezért Kemp rááll a dologra, de később meggondolja magát.

## Szereplők
| Szerep                                                | Színész              | Magyar hangja (1. szinkron, 2012) |
| ----------------------------------------------------- | -------------------- | --------------------------------- |
| Paul Kemp, a The San Juan Star újságírója             | Johnny Depp          | Nagy Ervin                        |
| Sanderson, üzletember                                 | Aaron Eckhart        | Széles László                     |
| Bob Sala                                              | Michael Rispoli      | Csuja Imre                        |
| Chenault, Sanderson menyasszonya                      | Amber Heard          | Sipos Eszter Anna                 |
| Edward J. Lotterman, a The San Juan Star szerkesztője | Richard Jenkins      | Barbinek Péter                    |
| Moberg                                                | Giovanni Ribisi      | Csőre Gábor                       |
| Segarra                                               | Amaury Nolasco       | N/A                               |
| Donovan                                               | Marshall Bell        | N/A                               |
| Mr. Zimburger                                         | Bill Smitrovich      | Szersén Gyula                     |
| Mrs. Zimburger                                        | Karen Austin         | N/A                               |
| Wolsley                                               | Julian Holloway      | N/A                               |
| Davey                                                 | Jason Smith[forrás?] | N/A                               |

## A film készítése
Hunter S. Thompson a Rumnapló című regényt 1961-ben írta, de egészen 1998-ig nem jelent meg. A Shooting Gallery és az SPi Films – mindketten független filmstúdiók – 2000-ben döntötték el, hogy elkészítik a könyv filmváltozatát. Miután a főszerepre először felkért Bram Sheldon visszautasította az ajánlatot, Johnny Depp lett a főszereplő és a film rendezője is. Nick Nolte is leszerződött, mint Depp mellett a film másik főszereplője. A projekt azonban nem jutott túl az előkészületeken. Ez a szerzőt annyira idegesítette, hogy egy kirohanó levélben az egész folyamatot „értelmetlen cseszegelődésnek” nevezte.
2002-ben új producer állt neki a feladatnak, aki a főszerepeket Benicio del Toróra és Josh Hartnettre osztotta. A második próbálkozás sem jutott túl az előkészítő szakaszon. 2007-ben Graham King producer megszerezte az összes, a forgatáshoz szükséges jogot és arra gondolt, hogy a filmet a Warner Independent Picturesnél készítik el. Depp nyerte el végül Paul Kemp újságíró szerepét. Ezt megelőzően már alakította Thompson más hősét is. Ő játszotta a Félelem és reszketés Las Vegasban című regény 1998-as megfilmesítésében az egyik szereplőt. Amber Heard mellett olyan színészek pályáztak a szerepre, mint  Scarlett Johansson és Keira Knightley. Bruce Robinson is csatlakozott a stábhoz. Ő írta a forgatókönyvet, és ő rendezte a filmet. 2009-ben Depp produkciós irodája, az Infinitum Nihil – King és a GK Films pénzügyi támogatása mellett – 2009-ben kezdte el a munkálatokat. Az első felvételeket Puerto Ricóban 2009. március 25-én készítették. A filmzene megalkotására Christopher Youngot szerződtették.
Robinson hat és fél éve józan volt, mikor nekilátott megírni a Rumnapló forgatókönyvét. Ekkor viszont úgy érezte, hogy leblokkolt az agya. Ezért a film felvétele alatt minden nap megivott egy üveg alkoholos italt, majd a forgatások végeztével ismét leszokott az italról. Puerto Ricóban, Mexikóban és Hollywoodban egy évig forgattak. Egész addig nem ivott, míg Fajardóba  nem érkeztek. Robinson így emlékszik a történtekre: "Két reggel is 100 fokos, párás levegőjű napra ébredtünk. Mindenki az izzadságban úszott. Az egyik statiszta egy jéggel és Coronával megpakolt dobozt hozott. Azt mondtam Johnnynak: „Johnny, ez semmit nem jelent.” És már nyúlt is a Coronáért.” Mikor nem voltam Johnny közelében, ismét abbahagytam az alkoholfogyasztást."